# 줄리 리브리턴
쥘리 르브르통(프랑스어: Julie Le Breton, 1975년 9월 ~ )은 프랑스계 캐나다인 배우이다.

## 출연 작품
- 아웃브레이크 (2020)
- 파더 앤 건스 2 (2017)
- 도쿄 피앙세 (2014)
- 에그자일 (2013)
- Mr.스타벅 (2011)
- 어 라이프 비긴즈 (2010)
- 카데바 (2009)
- 모리스 리차드 (2005)
- 하얀 살갗 (2004)
- 보이지 않는 숨결 (2004)
- Au hasard l'amour (2001)